# سولتامیسیلین
سولتامیسیلین(به انگلیسی: Sultamicillin) که تحت نام تجاری Unasyn و دیگر نام‌ها عرضه می‌شود، یک آنتی بیوتیک خوراکی ترکیبی از آمپی سیلین/سولباکتام است. این ترکیب در واقع یک پیش دارو محسوب می‌شود که شامل آمپی سیلین و سولباکتام استری شده است.

## کاربردهای پزشکی
موارد مصرف پزشکی برای سولتامیسیلین شامل موارد زیر است:
- عفونت‌های پوستی و بافت نرم - کورک، کفگیرک، سلولیت، عقربک، اپیژنیو کانژوا، زردزخم، زخم پای دیابتی و آبسه‌های ناشی از استافیلوکوکوس اورئوس و استرپتوکوک پیوژنز .
- عفونت‌های دستگاه تنفسی فوقانی - فارنژیت و ورم لوزه ناشی از استرپتوکوک پیوژنز و استافیلوکوکوس اورئوس . سینوزیت حاد و مزمن ناشی از استرپتوکوک نومونیا، هموفیلوس آنفلوانزا، استافیلوکوکوس اورئوس. عفونت گوش میانی ، به ویژه عفونت چرکی، با یا بدون ماستوئیدیت آنتروم.
- عفونت‌های دستگاه تنفسی تحتانی - پنومونی باکتریایی، برونشیت ، برونشکتازی ناشی از استرپتوکوک نومونیا، هموفیلوس آنفلوانزا، استافیلوکوکوس اورئوس و بیماری مزمن انسدادی ریه .
- عفونت مجاری ادراری - پیلونفریت، سیستیتیس ناشی از اشریشیا کلی ، پروتئوس میرابیلیس ، کلبسیلا ، انتروباکتر و استافیلوکوکوس اورئوس.
- عفونت‌های جراحی - پیشگیری و درمان عفونت‌های جراحی ، پیشگیری از عفونت عمل جراحی در جراحی‌های ارتوپدی و قلب و عروق.
- عفونت‌های زنان - ناشی از سویه‌های تولید کننده بتا-لاکتاماز باکتریاشریشیا کلی و Bacteroides sp. (از جمله باکتروئیدس فراژیلیس).
- عفونت دستگاه گوارش - ازوفاژیت باکتریایی، درمان عفونت‌های هلیکوباکتر پیلوری به عنوان بخشی از MDT در مدیریت زخم.

## مطالعه بیشتر
- Singh GS (January 2004). "Beta-lactams in the new millennium. Part-II: cephems, oxacephems, penams and sulbactam". Mini Reviews in Medicinal Chemistry. 4 (1): 93–109. doi:10.2174/1389557043487547. PMID 14754446.